# Gonomyia minutistyla
Gonomyia minutistyla är en tvåvingeart som beskrevs av Alexander 1969. Gonomyia minutistyla ingår i släktet Gonomyia och familjen småharkrankar.
Artens utbredningsområde är Grenada. Inga underarter finns listade i Catalogue of Life.